# Waiting For Tonight
"Waiting for Tonight" es una canción escrita por Maria Christensen, Michael Garvin, y Phil Temple. Fue grabado originalmente por el grupo de chicas de Christensen, "3rd Party" para su álbum de estudio debut, Alive. Dos años después de que el grupo se disolviera, la cantante estadounidense Jennifer López grabó su propia versión de la canción para su álbum de estudio debut, On the 6 (1999). Ric Wake y Richie Jones produjeron la versión hispana house de López de "Waiting for Tonight", que difiere de la versión Europop de sonido alemán que fue grabada por un tercero. Manny Benito adaptó una versión en español de la canción, titulada "Una Noche Más" y también la grabó para el álbum. "Waiting for Tonight" fue lanzado globalmente el 7 de septiembre de 1999 por Work Group.
Los críticos musicales han dado crédito a "Waiting for Tonight", junto con varias otras canciones de baile de López, por convertirla en una de las artistas líderes en el género dance-pop. El sencillo alcanzó el top diez en Australia, Bélgica, Canadá, Finlandia, Francia, Grecia, Hungría e Italia, Países Bajos, Nueva Zelanda, España, Reino Unido, y en los Estados Unidos. "Waiting for Tonight" se convirtió en la primera canción de López en encabezar la lista Billboard Hot Dance Club Songs de EE. UU. La canción también llegó al número uno en la radio europea. Le valió una nominación a la mejor grabación de baile en la 42.ª edición anual de los premios Grammy en el año 2000.
El vídeo musical de la canción fue dirigido por Francis Lawrence y muestra una fiesta temática de Año Nuevo que celebra el próximo milenio, así como un posible problema del año 2000.